# 동곡동
동곡동(東谷洞)은 광주광역시 광산구의 행정동이다.

## 연혁
- 조선 시대 광주군 마곡면, 동각면
- 1914년 4월 1일 2개면을 통합, 동곡면으로 개칭

| 조선총독부령 제111호                                                                  |               |
| 구 행정구역                                                                           | 신 행정구역   |
| 동각면 상선리(上船里), 하선리(下船里), 팽이리(彭伊里), 관두리(官斗里), 복호리(伏虎里) | 동곡면 복룡리 |
| 동각면 상승리(上鼎里), 요동리(堯洞里), 신기리(新基里)                                 | 동곡면 요기리 |
| 동각면 본촌리(本村里), 유림리(柳林里), 서촌리(西村里) 일부                            | 동곡면 유계리 |
| 동각면 침산리(砧山里), 사룡리(巳龍里), 서촌리(西村里) 일부                            | 동곡면 하산리 |
| 동각면 수성리(水城里)                                                                 | 동곡면 황룡리 |
| 고내상면 도신리(道新里) 일부, 수성리 일부                                             | 동곡면 황룡리 |
| 마곡면 유덕리(柳德里), 창교리(滄橋里)                                                 | 동곡면 본덕리 |
| 동각면 서호리(西湖里), 분토리(粉土里), 본동리(本洞里)                                 | 동곡면 본덕리 |
| 마곡면 용동리(龍洞里), 평산리(平山里)                                                 | 동곡면 용봉리 |
- 1957년 11월 6일 법령 제454호로 서창면 송대리가 편입
- 1983년 2월 15일 대통령령 제11027호로 황룡리가 송정읍으로 이관
- 1988년 1월 1일 광주직할시 광산구로 편입, 7개동 17개통을 관할하는 동곡출장소로 개칭
- 1995년 1월 1일 광주광역시 광산구로 명칭 변경
- 1998년 10월 15일 동곡동사무소로 명칭 변경
- 2007년 7월 1일 동곡동주민센터로 명칭 변경

## 법정동
- 복룡동(伏龍洞)
- 본덕동(本德洞)
- 송대동(松大洞)
- 요기동(堯基洞)
- 용봉동(龍鳳洞)
- 유계동(柳溪洞)
- 하산동(下山洞): 동곡동 행정복지센터 소재지

## 관내 시설
- 광산구 예비군훈련장
- 동곡동 행정복지센터
- 동곡파출소
- 동곡농협
- 광주동곡동우체국

## 교육
- 광주동곡초등학교